# 니콘 D3300
니콘 D3300(Nikon D3300)은 2014년 1월 7일 발표된 니콘의 입문자용 디지털 SLR로, 니콘 D3200의 후속 제품이다. 입문자용 보급기지만 로우패스 필터가 제거된 2,420만 화소 니콘 DX 포맷 센서를 탑재하고 있다. 입문자용 보급기이기 때문에, 기본적인 사진 가이드 모드를 지원한다.
AF-S DX NIKKOR 18-55mm f/3.5-5.6G VR II와 함께 출시되었으며, 경쟁기종인 캐논 EOS 100D의 영향으로, D3200에 비해 적잖은 수준의 경량, 소형화가 이루어졌다.

## 성능
- ISO 100-12,800(확장 감도 25,600)을 지원하는 2,416만(총 화소수 2,478만)화소니콘 DX 포맷 CMOS 센서
- EXPEED4 채용으로 1080p Full HD 60p/50p 동영상 촬영 가능
- 새로운 0.85배율 뷰 파인더
- 니콘 DSLR로는 처음으로 파노라마 모드 탑재
- 새로운 오토 플래시 모드
- Active D-Lighting
- 자동 색수차 보정 기능
- 바이브레이터를 통한 이미지 센서 클리닝 기능
- SD, SDHC 및 SDXC를 UHS-I 스피드로 지원
- EN-EL14a 베터리 사용시 최대 700장 촬영 가능
- Nikon WU-1a 및 Eye-Fi 카드 장착시 스마트폰, 태블릿과 연동해 사용 가능